# محمدحسین احمدی
محمدحسین احمدی(۱۲۹۸–۱۳۷۰) از ادباء و سیاستمداران دوره پهلوی معاون نخست‌وزیر در دولت چهارم امیرعباس هویدا و ریاست سازمان اوقاف و امور خیریه برعهده داشت.
احمدی برادر بدیع‌الزمان فروزانفر و از عضو مؤسسان باشگاه لاینز اصفهان و جدید لاینز بین‌المللی منطقه ایران و معاونت وزیر مشاور و سرپرست امور اجتماعی نخست‌وزیری بود.

## خانواده و تحصیلات
محمدحسین احمدی، در سال ۱۲۹۸ در بشرویه خراسان به دنیا آمد. وی برادر کوچکتر بدیع‌الزمان فروزانفر، نویسنده، استاد دانشگاه، محقق) می‌باشد. پدر او شیخ علی احمدی و پدربزرگش، آخوند ملامحمدحسن قاضی از افراد سرشناس و ادبای فاضل بودند.
احمدی تحصیلات مقدماتی در زادگاه خود به پایان برده و تحصیلات تکمیلی خود را در رشته حقوق در دانشکده حقوق دانشگاه تهران انجام داد.

## خدمات اداری و سیاسی
احمدی پس از تحصیلات خود وارد وزارت دارای شد و مشاغلی مانند: پیشکار دارائی اصفهان، زمانی مدیرکل مالیات‌ها، بازرس دولت در بانک ملی، ریاست اداره رسیدگی به شکایات نخست‌وزیری، معاونت وزیر مشاور و سرپرست امور اجتماعی نخست‌وزیری، پیشکار دفتر فاطمه پهلوی، شورای عالی کانون سپاهیان انقلاب سفید، شورای اجرایی سازمان ملی حفاظت آثار باستانی ایران، در نهایت به سمت در سال ۱۳۵۴ش به ریاست سازمان اوقاف و معاونت نخست‌وزیری منصوب شد. و تا پایان دوره نخست‌وزیری هویدا در این سمت باقی ماند.
احمدی نخست از اعضای کانون مترقی بود و مدتی نیز در سال ۱۳۴۵ رئیس یکی از شعبه‌های کانون در را تهران بود. او سپس با تشکیل حزب ایران نوین به آن حزب و مذتی نیز عضو هیئت اجرایی حزب بود.

## فعالیت درباشگاه لاینز
احمدی از مؤسسان لاینز اصفهان بود و مدتی نیز عضو هیئت مدیره لاینز اصفهان شد. پس از حضورش در تهران به عضویت هیئت مدیره باشگاه لاینز تهران آریا درآمد و بعد دبیر (۱۹۶۷–۱۹۷۰) باشگاه و سپس رئیس آنجا شد. او در سال ۱۳۵۳ش. به عنوان رئیس لاینز بین‌المللی منطقه ایران  انتخاب شد. احمدی برای فعالیت‌هایش در باشگاه لاینز، از سوی باشگاه لاینز، عالی‌ترین نشان عضویت (کلیدطلایی) دریافت کرد.